# جون أندرسون هارتلي
جون أندرسون هارتلي (بالإنجليزية: John Anderson Hartley)‏ هو مربي أسترالي، ولد في 27 أغسطس 1844، وتوفي في 15 سبتمبر 1896 بسبب حادث مرور.